# Будзув (Лодзинське воєводство)
Будзув (пол. Budzów) — село в Польщі, у гміні Житно Радомщанського повіту Лодзинського воєводства.
Населення — 155 осіб (2011).
У 1975-1998 роках село належало до Ченстоховського воєводства.

## Демографія
Демографічна структура станом на 31 березня 2011 року:
|          | Загалом | Допрацездатний вік | Працездатний вік | Постпрацездатний вік |
| -------- | ------- | ------------------ | ---------------- | -------------------- |
| Чоловіки | 79      | 19                 | 52               | 8                    |
| Жінки    | 76      | 13                 | 40               | 23                   |
| Разом    | 155     | 32                 | 92               | 31                   |